# Transfigurări
„Transfigurări” (titlu original: „Transfigurations”) este al 25-lea episod din al treilea sezon al serialului TV american științifico-fantastic Star Trek: Generația următoare și al 73-lea episod în total. A avut premiera la 17 iunie 1990.
Episodul a fost regizat de Tom Benko după un scenariu de René Echevarria. 

## Prezentare
Nava Enterprise salvează un umanoid care suferă de amnezie, dar care posedă incredibile puteri vindecătoare.

## Actori ocazionali
- Colm Meaney - Miles O'Brien
- Mark LaMura - John Doe
- Julie Warner - Christy Henshaw
- Charles Dennis -s Sunad
- Patti Tippo - Temple